# Paul Elvstrøm
Paul Bert Elvstrøm, conegut com a Paul Elvstrøm, (Hellerup, Gentofte, Dinamarca, 25 de febrer de 1928 - Hellerup, Gentofte, Dinamarca, 7 de desembre de 2016) fou un regatista danès guanyador de quatre títols olímpics i de quinze títols mundials. Al llarg de la seva carrera esportiva va participar en vuit Jocs Olímpics.
Va aconseguir 4 medalles d'or en 4 Jocs consecutius, marca igualada per Carl Lewis i Al Oerter i només superada per Steve Redgrave.
Pels seus èxits, Elvstrøm va ser escollit com "l'esportista danès del segle".

## Biografia
Paul Elvstrøm va néixer el 25 de febrer de 1928 a Hellerup (Municipi de Gentofte), població situada a la regió de Hovedstaden, al nord de Copenhaguen, en una casa amb vistes entre Dinamarca i Suècia. El seu pare era capità de mar, però va morir quan Elvstrøm era jove, i va ser criat per la seva mare juntament amb un germà i una germana. Un segon germà es va ofegar als 5 anys quan va caure d'un dic prop de la casa familiar.
Creixent al llarg de l'Øresund, Elvstrøm es va aficionar ràpidament per la navegació, que va començar amb la tripulació d'una flota de petits vaixells de quilla de clínquer. Aviat un veí d'Oslo li'n va regalar un quan es va adonar que la mare d'Elvstrøm era massa pobre per poder comprar-ne un.
En el seu llibre Elvstrøm Speaks on Yacht Racing va afirmar que era «cec de paraules» i no sabia llegir ni escriure quan estava a l'escola, que podria haver estat a causa de la dislèxia. És clar que Elvstrøm considerava que l'escolarització era una distracció de la vela: «Jo era molt dolent a l'escola», va dir, «L'únic interès que tenia era navegar ràpid... El professor sabia que si no anava a l'escola, estava navegant».
Després de deixar l'escola es va convertir en membre del Hellerup Sailing Club, on va guanyar fama com a excel·lent navegant. Durant aquest període es va finançar com a paleta, però el 1954 també va començar a tallar veles per als socis del club al seu soterrani.
Elvstrøm va destacar com un desenvolupador de veles i equips de vela. Una de les seves innovacions més reeixides va ser un nou tipus d'autofinançador. Les noves característiques eren un venturi en forma de falca que es tanca automàticament si l'embarcació es posa a terra o xoca amb una obstrucció, i una solapa que actua com a vàlvula de retenció per minimitzar l'entrada d'aigua si l'embarcació està parada o es mou massa lentament perquè el dispositiu funcioni. Si es trobaven amb una obstrucció, es farien malbé o es destruirien els esquitxadors automàtics anteriors i deixarien entrar una quantitat considerable d'aigua si el vaixell es mogués massa lentament.
L'autobailer Elvstrøm encara està en producció sota la marca Andersen i s'ha copiat àmpliament; encara es troba en vaixells olímpics i en altres vaixells de gran premi a la punta de l'esport. El 2016, Dan Ibsen, el director executiu del Royal Danish Yacht Club va dir: "Avui en dia, l'Elvstrøm Bailer segueix sent l'únic sistema funcional de vaixells i vaixells olímpics d'arreu del món".
Altres innovacions són l'Elvstrøm Lifejacket, que va ser el primer dissenyat i produït específicament per als mariners actius.
També va popularitzar la contra o boom vang (EUA). Això pot prendre la forma d'un bloc i un aparell que enllaça un punt baix del pal (o un punt equivalent del casc) i la pluma propera al pal, la qual cosa permet deixar sortir la pluma quan s'arriba o s'executa sense aixecar-la. Això controla el gir de la vela major des del peu fins al cap, augmentant la potència de la vela i la velocitat i el control del vaixell. Elvstrøm no va anunciar el seu nou invent, i va deixar els seus competidors desconcertats per la seva velocitat superior. La investigació del seu vaixell no va revelar res, ja que solia treure la contra abans de baixar a terra.
Entre els conceptes innovadors que va aportar a les regates de velers hi havia el concepte de portes en comptes d'una única marca de barlovento o sotavent en les grans regates. La porta de sotavent s'utilitza habitualment en un curs de sotavent. La porta de barlovento s'utilitza amb menys freqüència a causa de les dificultats per gestionar el dret de pas al voltant de la porta dreta, les subtileses de la qual són enteses sobretot pels corredors de partits. També ha estat fonamental en el desenvolupament de diverses regles internacionals de regates de iots.

## Formació

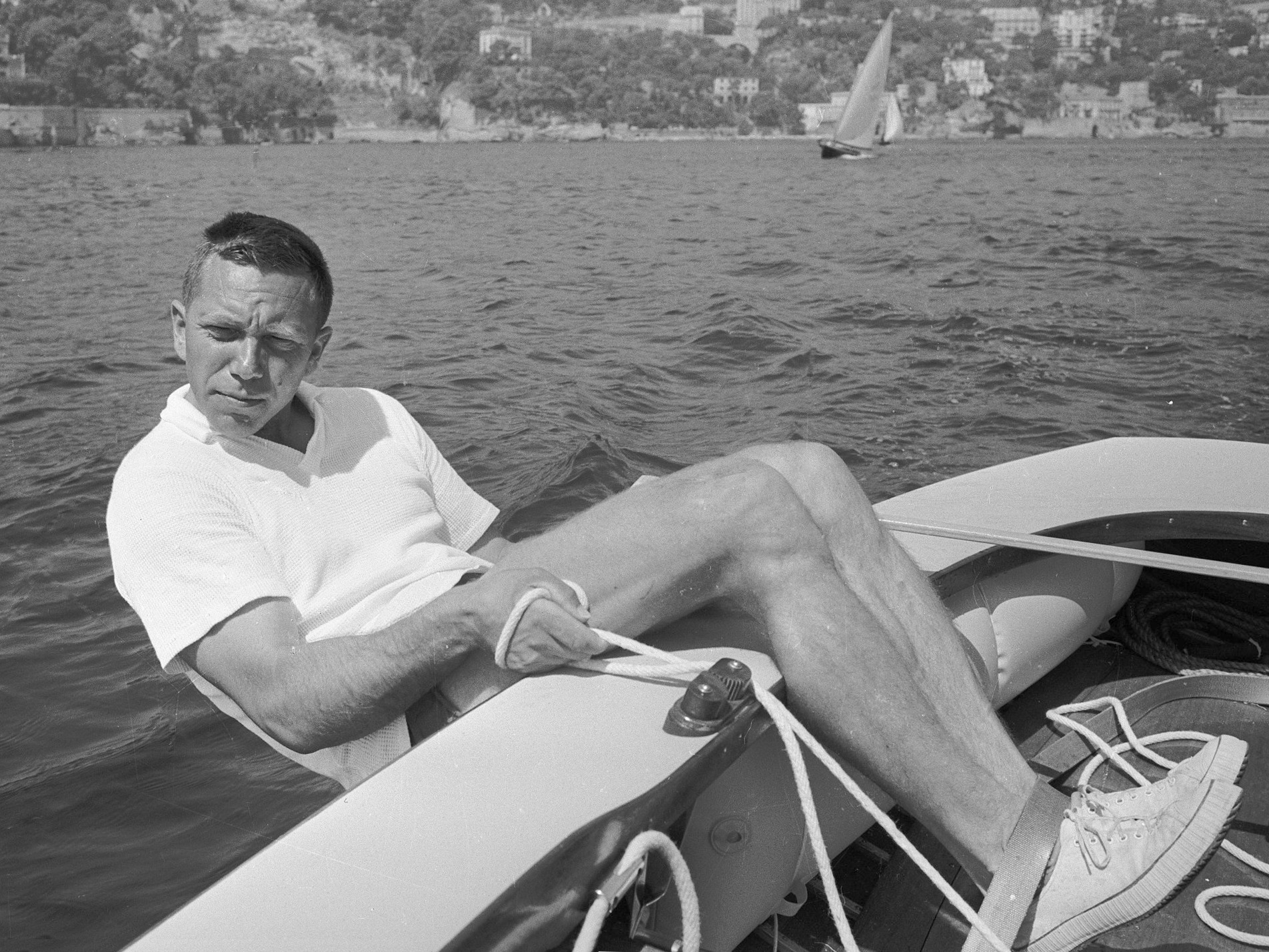
Elvstrøm als Jocs Olímpics de 1960

Elvstrøm va ser un innovador molt primerenc en tècniques d'entrenament. Aquestes tècniques requerien una gran força i forma física, i per tant, després dels Jocs Olímpics de 1948, per tal de millorar el seu condicionament físic en preparació per als jocs de 1952, Elvstrøm va construir un banc d'entrenament amb corretges de puntera al seu garatge per reproduir la posició d'assentament al seu vaixell. Després va passar moltes hores d'entrenament a terra seca assegut a la banqueta de casa.
«Va portar la vela a un nivell que calia dir-ne esport», va dir Jesper Bank, director d'Elvstrom Sails i medalla d'or olímpica dues vegades per Dinamarca. «Abans de Paul, veies competidors amb pipes a la boca i amb gorres de patrons. En aquell moment, certament pensaven que era sobrehumà».
Segons un obituari de la International Finn Association, «Va ser un esportista i el primer esportista de vela real. Va entrenar més i més temps que ningú perquè quan va arribar el dia de la cursa estigués millor preparat que ningú. Era famós per la seva força física i forma física, capaç de superar qualsevol persona a la pista de curses».

## Negocis
Elvstrøm va establir una empresa de fabricació, Elvstrøm Sails, els productes de la qual incloïen pals, booms i veles. Mostrant una gran ment de màrqueting per acompanyar el seu coneixement d'enginyeria, el negoci va créixer ràpidament i a la Dècada del 1970 els productes d'Elvstrøm es van veure en vaixells de tot el món.

## Vida personal
Elvstrøm estava casat amb Anne, que va morir tres anys que ell; junts van tenir quatre filles: Pia, Stine, Gitte i Trine.
Elvstrøm va continuar navegant en els seus darrers anys fins que la malaltia de Parkinson va començar a afectar-lo. El 2009 va navegar amb el seu trimarà Dragonfly, en solitari, per visitar la seva filla Gitte i la seva família a la costa est de Suècia, a 600 milles de casa seva.
L'èxit i la celebritat d'Elvstrøm li van provocar estrès personal. Als Jocs de Múnic de 1972, sota les pressions de la competició i els seus reptes davant el seu negoci de fabricació de veles, va patir una crisi nerviosa.
Va morir el 7 de desembre de 2016 a l'edat de 88 anys, després de lluitar uns quants anys amb l'Alzheimer.

## Llegat
Elvstrøm, a més de ser recordat com probablement el millor corredor de vela de la història, també era conegut per ser un model d'esportivitat. És famós per la seva filosofia que: «Si, guanyant, estàs perdent els teus amics, no estàs guanyant».

## Assoliments
Elvstrøm va competir en vuit Jocs Olímpics del 1948 al 1988, sent una de les vuit persones que hi ha hagut (els altres són el mariner Ben Ainslie, el nedador Michael Phelps, els lluitadors Kaori Icho i Mijaín López, la patinadora de velocitat Ireen Wüst i els atletes Carl Lewis en salt de llargada i Al Oerter al disc) per guanyar quatre medalles d'or individuals consecutives (1948–60), primera vegada en un Firefly, posteriorment a finlandesos. En els seus dos últims jocs olímpics va navegar en la classe Tornado Catamaran, que, en aquells dies, normalment navegaven per dos joves, amb la seva filla Trine Elvstrøm com a davantera.
És un dels cinc atletes que han competit als Jocs Olímpics al llarg de 40 anys, juntament amb l'esgrimista Ivan Joseph Martin Osiier, els regatistes Magnus Konow i Durward Knowles i el saltador Ian Millar.
Elvstrøm va guanyar medalles als campionats del món: Finn, 505, Snipe, Flying Dutchman, 5,5 metres, Star, Soling, Tornado i Half Ton.
El 1996, Elvstrøm va ser escollit com l'esportista danès del segle.
El 2007, Elvstrøm va estar entre els sis primers membres del Saló de la Fama de la Vela de la ISAF.

## Innovació
És el pare de la també regatista Trine Elvstrøm-Myralf.

## Carrera esportiva
Al llarg de la seva carrera va participar en vuit Jocs Olímpics d'Estiu, amb una diferència de 40 anys entre el primer i l'últim. Va participar, als 20 anys, en els Jocs Olímpics d'Estiu de 1948 celebrats a Londres (Regne Unit), on va aconseguir guanyar la medalla d'or en la classe Firefly. En els Jocs Olímpics d'Estiu de 1952 realitzats a Hèlsinki (Finlàndia) va participar en la classe Finn, on va tornar a aconseguir guanyar el títol olímpic, un fet que repetiria consecutivament en els Jocs Olímpics d'Estiu de 1956 realitzats a Melbourne (Austràlia) i en els Jocs Olímpics d'Estiu de 1960 realitzats a Roma (Itàlia). En els Jocs Olímpics d'Estiu de 1968 celebrats a Ciutat de Mèxic (Mèxic) va participar en la classe Star, on finalitzà en quarta posició. En els Jocs Olímpics d'Estiu de 1972 realitzats a Múnic (Alemanya Occidental) va participar en la classe Dragon, finalitzant en tretzena posició. En els Jocs Olímpics d'Estiu de 1984 realitzats a Los Angeles (Estats Units) va participar, al costat de la seva filla, en la classe tornado, finalitzant en quarta posició. Finalment, i als 60 anys, va participar en aquesta mateixa classe en els Jocs Olímpics d'Estiu de 1988 celebrats a Seül (Corea del Sud), si bé únicament pogué ser quinzè.
Al llarg de la seva carrera va guanyar 15 títols mundials, convertint-se en l'únic regatista en aconseguir tants títols en vuit tipus d'embarcació diferents.